# 布瓦西耶尔 (加尔省)
布瓦西耶尔（法語：Boissières，法語發音：[bwasjɛʁ]）是法国加尔省的一个市镇，位于该省西南部，属于尼姆区。

## 地理
布瓦西耶尔（43°46'28"N, 4°13'58"E）面积3.33 平方千米，位于法国奧克西塔尼大區加尔省，该省份为法国南部沿海省份，南端濒地中海，北起顺时针与阿尔代什省、沃克吕兹省、罗讷河口省、埃罗省、阿韦龙省和洛泽尔省接壤。
与布瓦西耶尔接壤的市镇（或旧市镇、城区）包括：卡尔维松、纳日和索洛尔格、于绍、韦尔热兹、韦斯特里克和康迪亚克。

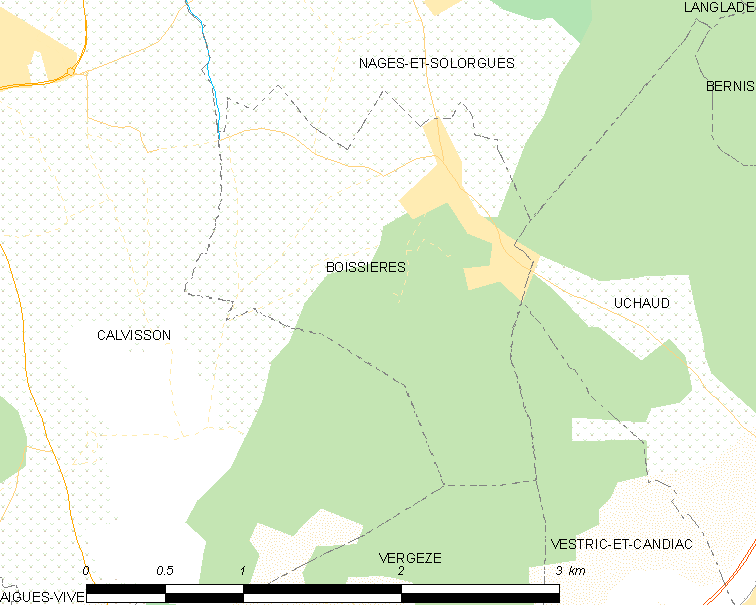
的OSM定位图

布瓦西耶尔的时区为UTC+01:00、UTC+02:00（夏令时）。

## 行政
布瓦西耶尔的邮政编码为30114，INSEE市镇编码为30043。

## 政治
布瓦西耶尔所属的省级选区为卡尔维松县。

## 人口

1962-2008年间人口变化图示

布瓦西耶尔于2022年1月1日时的人口数量为595人。